# Robert Wiemann
Robert Wiemann (Frankenhausen, 4 de novembre de 1870 - 1965) fou un director d'orquestra i compositor alemany.
Alumne del Conservatori de Leipzig (1886-90), al principi fou director d'orquestra en diversos petits teatres de províncies; després, de 1891 a 1893, dirigí la Liedertafel de Pforzheim; de 1894 a 1899, les societats de música de Bremerhaven; més tard les d'Osnabrück i des de 1910 fou director municipal de música de Szczecin.
Va compondre: tres quartets per a instruments d'arc, una sonata per a violí, Variacions per a dos pianos, Erdenwallen (poema simfònic), Bergwanderung (poema simfònic), Kassandra (poema simfònic), Am Meer (poema simfònic), Sonnensieg (escena coral), Weltenfriede (escena coral), Die Okeaniden (escena coral amb solos i acompanyament d'orquestra), Fritjof und Ingeborg (escena coral amb solos i acompanyament d'orquestra), melodies vocals, etc.